# レイク・エルシノア
レイク・エルシノア（Lake Elsinore）は、アメリカ合衆国カリフォルニア州のリバーサイド郡にある都市。人口は7万0265人（2020年）。ロサンゼルスの東110キロメートル、エルシノア湖北岸に位置している。
1888年に市制施行した。当時は酪農、果樹園、粘土の採掘が主な産業だった。1900年ころからリゾートとして注目されるようになり、ホテルや別荘、キャンプ場が建てられた。第二次世界大戦後はオフロードのレースコースが建設され、モータースポーツの拠点となった。近年はロサンゼルス大都市圏の郊外都市の性格が強くなっており、人口増加が続いている。

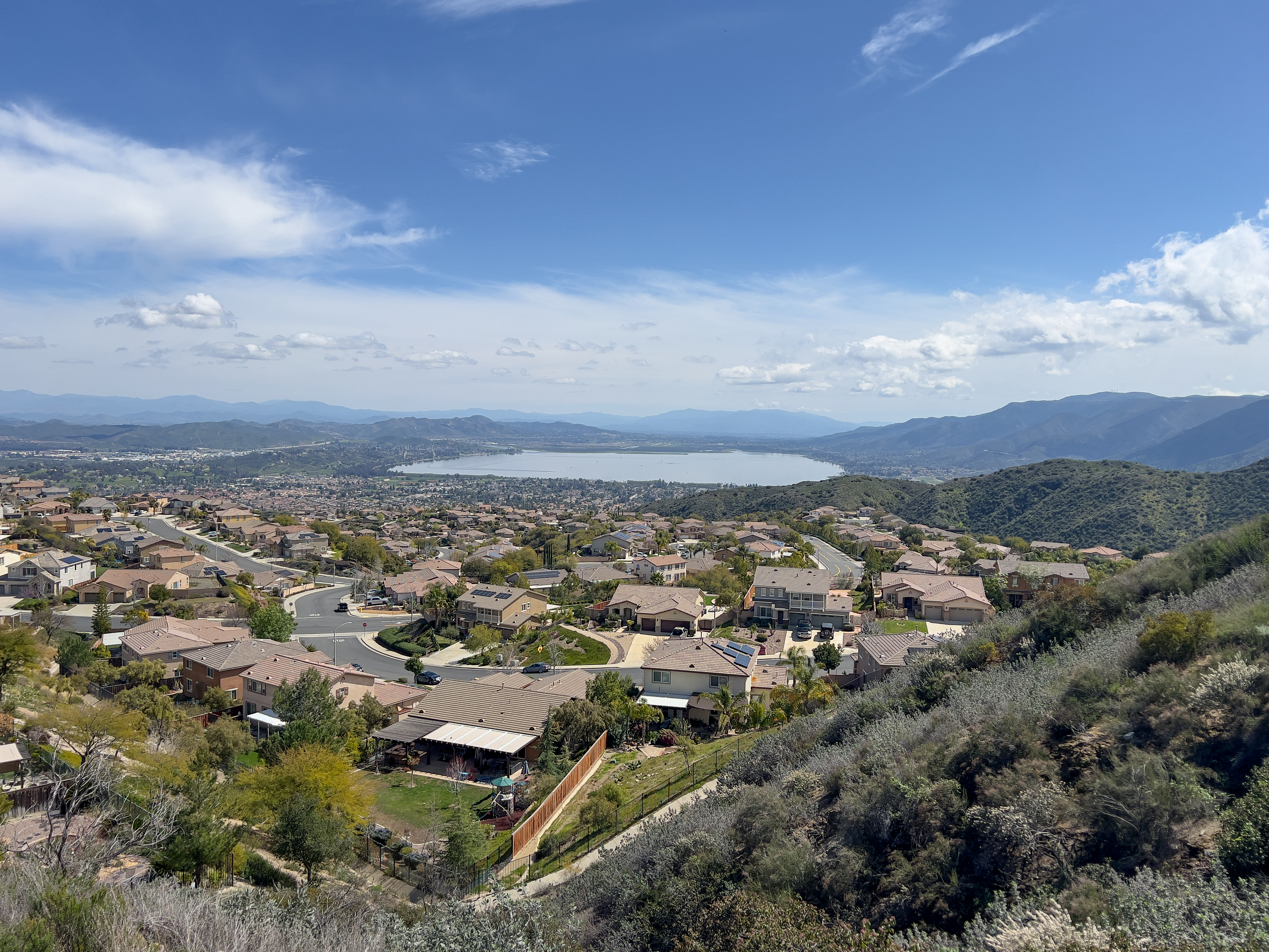
エルシノア湖